# Dysoxylum klanderi
Dysoxylum klanderi là một loài thực vật có hoa trong họ Meliaceae. Loài này được F.Muell. mô tả khoa học đầu tiên năm 1866.